# Christl Haas
Christl Haas (Kitzbühel, 19 settembre 1943 – Manavgat, 8 luglio 2001) è stata una sciatrice alpina austriaca, campionessa iridata nella discesa libera a Chamonix 1962 e campionessa olimpica e iridata nella discesa libera a Innsbruck 1964.

## Biografia

### Carriera sciistica

#### Stagioni 1959-1962
Sciatrice polivalente, Christl Haas debuttò in campo internazionale il 24 aprile 1959 a Sölden in slalom gigante (12ª) e nella stagione successiva vinse i Campionati austriaci juniores 1960 e si classificò 2ª nella discesa libera del trofeo Arlberg-Kandahar (Sestriere, 1º aprile); nel 1961 si piazzò 3ª nella discesa libera delle Silberkrugrennen (Badgastein, 3 febbraio), 3ª nella discesa libera e nella combinata della Coppa Tognola (San Martino di Castrozza, 11-12 febbraio), 3ª nella discesa libera dell'Arlberg-Kandahar (Mürren, 10 marzo), 2ª nel terzo slalom gigante delle Drei-Gipfel-Rennen (Arosa, 26 marzo) e 2ª nello slalom gigante del trofeo Kreuzer (Innsbruck, 1º aprile).

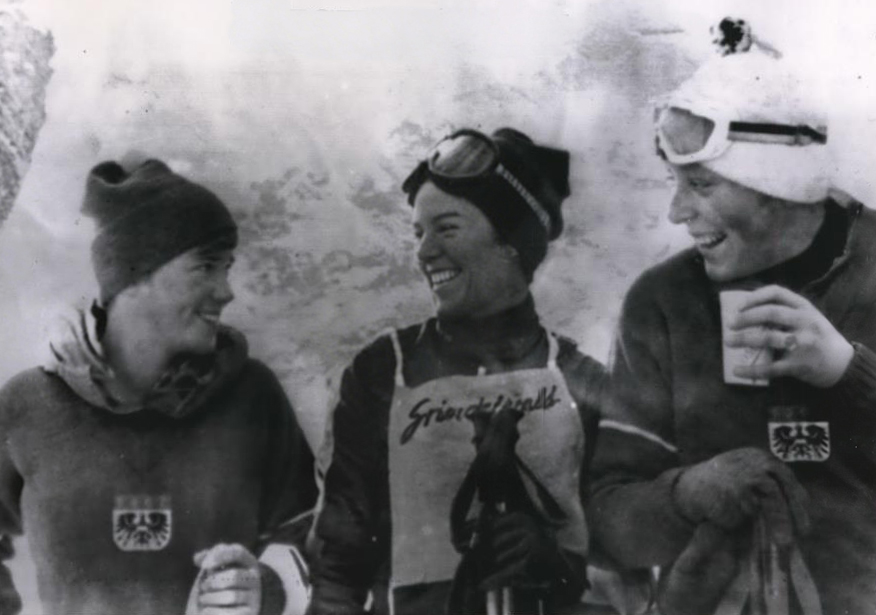
Il podio dello slalom gigante delle SDS-Rennen 1962 (Grindelwald, 10 gennaio): Christl Haas (2ª, a destra) con Traudl Hecher (3ª, a sinistra) e Linda Meyers (1ª, al centro)

Nel 1962 fu 2ª nello slalom gigante delle SDS-Rennen (Grindelwald, 10 gennaio), 3ª nella discesa libera delle Silberkrugrennen (Badgastein, 17 gennaio), 3ª nello slalom gigante del Grand Prix Feminine (Saint-Gervais-les-Bains, 1º febbraio) ed esordì ai Campionati mondiali: a Chamonix 1962 vinse la medaglia d'oro nella discesa libera e si classificò 12ª nello slalom gigante. Nel prosieguo della stagione si piazzò 2ª nella discesa libera dell'Arlberg-Kandahar (Sestriere, 9 marzo) e vinse la discesa libera e lo slalom gigante dell'Otto Furrer memorial (Zermatt, 16-18 marzo).

#### Stagioni 1963-1964
Nella stagione 1962-1963 si aggiudicò la discesa libera pre-olimpica di Axams (17 febbraio), vinse la discesa libera e fu 3ª nello slalom speciale e 2ª nella combinata della Coppa Foemina (Abetone, 22-23 febbraio), si classificò 3ª nella discesa libera dell'Arlberg-Kandahar (Chamonix, 8 marzo), vinse la discesa libera, lo slalom gigante, lo slalom speciale e la combinata dell'Otto Furrer memorial (Zermatt, 15-17 marzo) e si piazzò 2ª in due dei tre slalom giganti delle Drei-Gipfel-Rennen (Arosa, 22-24 marzo).
Nel 1964 fu 3ª nello slalom speciale e nella combinata delle SDS-Rennen (Grindelwald, 7-10 gennaio), vinse la discesa libera delle Silberkrugrennen (Badgastein, 15 gennaio) ed esordì ai Giochi olimpici invernali: a Innsbruck 1964 conquistò la medaglia d'oro nella discesa libera (valida anche ai fini dei Mondiali 1964) e si classificò 4ª nello slalom gigante e 6ª nello slalom speciale. A Innsbruck si aggiudicò anche la medaglia d'argento nella combinata, valida solo ai fini iridati, e nel prosieguo della stagione vinse la discesa libera, lo slalom speciale e la combinata del trofeo Holmenkollen-Kandahar (Voss, 14-15 marzo).

#### Stagioni 1965-1966
Nel 1965 si piazzò 3ª nello slalom gigante di Oberstaufen (2 gennaio), si aggiudicò la discesa libera delle SDS-Rennen (Grindelwald, 8 gennaio), fu 3ª nello slalom speciale e nella combinata dell'Arlberg-Kandahar (Sankt Anton am Arlberg, 15-17 gennaio), vinse la discesa libera delle Goldschlüsselrennen (Schruns, 21 gennaio) e quella del Grand Prix Feminine (Saint-Gervais-les-Bains, 29 gennaio); si classificò quindi 3ª nella discesa libera del Bud Werner memorial (Vail, 12 marzo) e vinse quella degli US open (Crystal Mountain, 1º aprile).
Nel 1966 vinse nuovamente la discesa libera delle SDS-Rennen (Grindelwald, 14 gennaio), si piazzò 2ª nella discesa libera e 3ª nella combinata delle Silberkrugrennen (Badgastein, 19-20 gennaio), si aggiudicò la discesa libera, lo slalom speciale e la combinata di Sportinia (29-30 gennaio) e la discesa libera del trofeo delle Trois Vallées (Courchevel/Méribel, 2-6 marzo), dove fu anche 2ª nella combinata; al trofeo Arlberg-Kandahar di quell'anno (Mürren, 11-13 marzo) conquistò tutte e tre le prove – discesa libera, slalom speciale e combinata – e al termine della stagione ai Mondiali di Portillo 1966 si classificò 5ª nella discesa libera, 24ª nello slalom speciale e non completò lo slalom gigante.

#### Stagioni 1967-1968
In Coppa del Mondo esordì nella stagione inaugurale del circuito, il 1º febbraio 1967 a Monte Bondone in slalom speciale (4ª), e alla successiva Coppa dei Paesi alpini 1967 (non valida per la Coppa del Mondo), disputata a Badgastein tra il 7 e il 12 febbraio, si piazzò 3ª sia nello slalom gigante sia nello slalom speciale.
Nella stagione 1967-1968 in Coppa del Mondo conquistò tutti i suoi quattro podi nel circuito: il primo fu il 2º posto ottenuto dalla Haas nella discesa libera di Badgastein del 17 gennaio. Ai X Giochi olimpici invernali di Grenoble 1968, suo congedo olimpico e iridato, conquistò la medaglia di bronzo nella discesa libera (l'unica gara alla quale prese parte), valida anche ai fini della Coppa del Mondo e dei Mondiali 1968. Il 23 febbraio seguente ottenne a Chamonix l'ultimo podio in Coppa del Mondo, nonché ultimo piazzamento a punti, arrivando 2ª in discesa libera, e fu 2ª anche nella combinata, valida solo ai fini del trofeo Arlberg-Kandahar di quell'anno; in Coppa del Mondo prese per l'ultima volta il via il 28 marzo successivo a Rossland in slalom speciale, senza completare la gara e chiuse la stagione al 3º posto nella classifica di discesa libera.

### Altre attività
Nel 1976 Christl Haas fu scelta assieme allo slittinista Josef Feistmantl come ultimo tedoforo della staffetta olimpica per i XII Giochi olimpici invernali di Innsbruck 1976. Nella cerimonia inaugurale, il 4 febbraio 1976, i due olimpionici austriaci accesero due distinti bracieri, simboleggianti le due edizioni dei Giochi olimpici ospitate dalla città tirolese: la Haas accese il vecchio braciere dei Giochi del 1964, mentre Feistmantl accese il nuovo braciere creato per i Giochi del 1976. Morì nel 2001 colpita da un attacco cardiaco mentre nuotava nel Mediterraneo, a Manavgat (Turchia).

## Palmarès

### Olimpiadi
- 2 medaglie, valide anche ai fini dei Mondiali:
  - 1 oro (discesa libera a Innsbruck 1964)
  - 1 bronzo (discesa libera[39] a Grenoble 1968)

### Mondiali
- 2 medaglie, oltre a quelle conquistate in sede olimpica:
  - 1 oro (discesa libera a Chamonix 1962)
  - 1 argento (combinata a Innsbruck 1964)

### Classiche
Arlberg-Kandahar
- 3 vittorie (discesa libera, slalom speciale, combinata a Mürren 1966)

Coppa Foemina
- 1 vittoria (discesa libera ad Abetone 1963)

Goldschlüsselrennen
- 1 vittoria (discesa libera a Schruns 1965)

Grand Prix Feminine
- 1 vittoria (discesa libera a Saint-Gervais-les-Bains 1965)

Holmenkollen-Kandahar
- 3 vittorie (discesa libera, slalom speciale, combinata a Voss 1964)

SDS-Rennen
- 2 vittorie (discesa libera a Grindelwald 1965; discesa libera a Grindelwald 1966)

Silberkrugrennen
- 1 vittoria (discesa libera a Badgastein 1964)

### Coppa del Mondo
- Miglior piazzamento in classifica generale: 10ª nel 1968
- 4 podi (tutti in discesa libera)
  - 2 secondi posti
  - 2 terzi posti

### Campionati austriaci
- 13 medaglie[40][senza fonte]:
  - 8 ori (discesa libera nel 1961; discesa libera nel 1963; slalom gigante, combinata nel 1964; discesa libera, slalom speciale, combinata nel 1966; combinata nel 1968)
  - 2 argenti (discesa libera, slalom gigante nel 1968)
  - 3 bronzi (combinata nel 1963; slalom speciale nel 1964; slalom speciale nel 1968)

### Campionati austriaci juniores
- 6 medaglie[40][senza fonte]:
  - 4 ori (discesa libera, slalom gigante, slalom speciale, combinata[senza fonte] nel 1960[2])
  - 1 argento (discesa libera nel 1959)
  - 1 bronzo (slalom gigante nel 1959)